# Долгополовский сельский совет (Роменский район)
Долгополовский сельский совет (укр. Довгополівська сільська рада) — входит в состав
Роменского района
Сумской области
Украины.
Административный центр сельского совета находится в 
с. Долгополовка
.

## Населённые пункты совета
- с. Долгополовка
- с. Левченки
- с. Крапивинцы
- с. Московщина
- с. Овлаши